# Arpechim
Arpechim Pitești a fost o rafinărie de petrol din România.
Avea două module similare cu o capacitate de 3,5 milioane de tone pe an, construite în 1969 și 1975.
Arpechim a fost inițial proiectată ca parte a unui complex petrochimic; prima instalație a fost inaugurată în 1964, iar în 1971 rafinăria a fost integrată cu complexul petrochimic.
Rafinăria Arpechim furniza 60% din bitumul rutier folosit în asfaltări în România.
În mai 2006, a inaugurat o instalație care permite obținerea de carburanți cu un conținut redus de sulf, cu costuri mai mici și în concordanță cu standardele europene, retehnologizare care reduce semnificativ nivelul noxelor.
Prețul instalației se ridică la 42 milioane euro.
Investiția face parte din programul de modernizare elaborat de Petrom la rafinăriile Arpechim și Petrobrazi, în valoare de un miliard de euro, în perioada 2006-2010, în vederea alinierii tuturor produselor la standardele europene.
În anul 2006, Arpechim a rafinat 3,4 milioane tone de petrol,
iar în anul 2005 a rafinat 3 milioane de tone.
În decembrie 2009, Petrom a vândut Arpechim combinatului chimic Oltchim, pentru suma de 13 milioane de euro.
Petrom a transferat activele fixe aferente activității de petrochimie.
Aceste active fixe includ instalația de piroliză, extracția de aromatice, polietilenă de joasă densitate, polietilenă de înaltă densitate, o serie de rezervoare precum și terenul aferent cu o suprafață de circa 150 de hectare.
Unitatea de extracție aromatice are o capacitate de 50.000 de tone pe an, iar instalația de piroliză poate produce până la 200.000 de tone de etilenă și 95.000 de tone de propilenă pe an.
Oltchim avea nevoie de piroliză pentru a deveni independentă în asigurarea cu materii prime.
În anul 2011 OMV Petrom a decis închiderea definitivă a rafinăriei Arpechim din rațiuni economice. Principalele motive invocate au fost dimensiunea mică a rafinăriei, ineficiența, lipsa ieșirii la mare, necesarul ridicat de investiții și supracapacitatea de rafinare la nivel național și internațional. OMV Petrom a anunțat dezafectarea unor instalații și intenția de a transforma o parte din platforma fostei rafinării în depozit de țiței și de carburanți.
Număr de angajați:
- 2011: 700[2]
- 2007: 2.000[5]
- 1989: 7.000[10]

## Accidente
La 31 octombrie 1978 a avut loc o explozie în urma căreia au murit 11 persoane.